# Dominique Sutton
Pour les articles homonymes, voir Sutton.
Dominique Sutton, né le 20 octobre 1986, à Durham, en Caroline du Nord, est un joueur de basket-ball américain. Il évolue aux postes d'arrière et d'ailier.

## Palmarès
- Champion NBDL 2015
- All-NBDL All-Defensive Third Team 2015
- All-NBDL All-Rookie Second Team 2013